# Fujiwara no Koretada
Fujiwara no Koretada (藤原 伊尹, 924 - 972), aussi connu sous le nom de Fujiwara no Koremasa, est un membre du clan japonais des Fujiwara. C'est l'un des régents Fujiwara. Il confirma la dominance des Fujiwara à la cour impériale. Koretada est le premier fils de Fujiwara no Morosuke. Il prit la tête de la famille Fujiwara après la mort de son oncle Fujiwara no Saneyori en 970.